# Геревард
Геревард (англ. Hereward, можливо 1035 — можливо 1072) — ватажок повстання англійців проти нормандського володарювання в ХІ-ому столітті.

## Біографія
Кілька середньовічних письмових джерел містять інформацію про події з життя Гереварда, але при цьому викладення різних джерел часто суперечать одне одному. 
Відомо, що 1069 року, коли данський король Свейн ІІ надіслав війська для організації бази на острові Ілі, до його сил приєднались численні місцеві повстанці очолювані Геревардом. Після цього люди Гереварда разом з данцями зайняли та розграбували абатство Петерборо, пояснюючи це необхідністю врятувати багатства абатства від норманів.
У 1071 році Геревард та його люди були обложені на острові Ілі нормандськими військами, що прибули для придушення повстання. Після кількох спроб, нормани зуміли прорватись на острів та захопити його. Деякі джерела стверджують, що Геревард з частиною своїх людей зміг утекти від норманів углиб Фенських боліт, де продовжив боротьбу.
Інформація про подальшу долю Гереварда непевна. Одне з джерел, Gesta Herewardi, стверджує, що Геревард отримав прощення від Вільгельма і прожив решту життя у відносному спокої. Інше, Estoire des Engleis, оповідає, як Гереварда було вбито нормандськими лицарями. Також не виключено, що після поразки на острові Ілі, Геревард полишив країну, як і багато інших його співвітчизників у той час.